# Juan Cazares
Juan Ramon Cazares Sevillano (Quinindé, 1992. április 3. –) ecuadori labdarúgó, az argentin Banfield középpályása.